# Tour Avante
Tour Avante foi a primeira turnê da cantora brasileira Joelma, em apoio ao seu álbum de estreia solo Joelma (2016) e seu primeiro álbum ao vivo Avante (2017). A turnê teve início em 18 de março de 2016, em Goiânia, e terminou em 20 de fevereiro de 2018, em Lagoa da Confusão.

## Antecedentes e adiamentos
Em 1999, Joelma formou com o guitarrista Ximbinha, seu então marido, a Banda Calypso, que lançou 13 álbuns de estúdio e 10 álbuns ao vivo, vendendo mais de 20 milhões de cópias. Em 19 de agosto de 2015, a assessoria de imprensa da banda anunciou a separação conjugal de Joelma e Ximbinha. No mesmo mês, numa participação no Programa da Sabrina, a cantora anunciou o fim das atividades em conjunto com o guitarrista e que seguiria a carreira como artista solo: "[...] vou deixar a Calypso. Seguirei meus compromissos até dezembro e, depois, vou seguir minha carreira solo. Mas no mesmo estilo [...] É uma carreira solo, mas costumo dizer que nunca estou só." Em 31 de dezembro de 2015, Joelma realizou, sem a presença de Ximbinha, o último show da Banda Calypso em Macapá.
O primeiro show de Joelma em carreira solo estava originalmente programado para ocorrer em 8 de janeiro de 2016 em Belém. No entanto, todos os concertos marcados da cantora foram reagendados para a partir de março devido às gravações de seu álbum de estreia solo, Joelma (2016), e a falta de tempo suficiente para finalizar todos os detalhes da apresentação. Em 7 de março de 2016, o Diario de Pernambuco divulgou que a primeira turnê solo de Joelma seria intitulada Avante. A estreia da turnê estava prevista para ocorrer no dia 12 do mesmo mês em Brumadinho, mas o show acabou sendo cancelado por falta de segurança, estreando em 18 de março de 2016 em Goiânia.

## Repertório
O repertório abaixo é constituído do show de estreia da turnê, feito em 18 de março de 2016 em Goiânia, não sendo representativo de todos os concertos.
1. "Força Estranha" (cover de Roberto Carlos)
2. "Dançando Calypso"
3. "Tchau pra Você"
4. "Imagino"
5. "Me Telefona"
6. "Merengue Sensual"
7. "Ai Coração"
8. "Abandonada"
9. "Doce Mel"
10. "Não Teve Amor"
11. "Deusa da Paixão"
12. "Homem Perfeito"
13. "No Bate Papo"
14. "Tô Carente"
15. "Dudu"
16. "Te Quiero" / "Pa'lante" (interlúdio)
17. "Fala pra Mim"
18. "Perdiste el Trono" / "Perdeu o Trono" (mashup entre a versão em espanhol e a original em português)
19. "Perdoa"
20. "Não Faz Sentido"
21. "Tic Tac"
22. "Cúmbia do Amor"
23. "Voando pro Pará"
24. "Ainda Te Amo"
25. "Unção sem Limites" / "Buscar Tua Face É Preciso"
26. "Pra Dançar Carimbó" / "Rebola"
27. "Nenê"
28. "Nessa Balada"
29. "Lágrimas de Sangue"
30. "Maridos e Esposas" (contém elementos de "Fala pra Mim")
31. "Primeiro Amor"
32. "Pra Todo Mundo Ver"

O repertório abaixo é constituído do show de estreia da segunda fase da turnê, feito em 31 de março de 2017 em Brasília, não sendo representativo de todos os concertos.
- Ato de abertura

1. "Game Over"
2. "Pra Te Esquecer"
3. "#Partiu"
4. "Fala pra Mim"
5. "Voando pro Pará"
6. "Ai Coração"
7. "Não Faz Sentido"
8. "Não Teve Amor"
9. "Chora Não Coração"
10. "A Lua Me Traiu"
11. "Tchau pra Você"
12. "Imagino"
13. "Anjo"
14. "Tic Tac"
15. "Mulher Não Chora"
16. "Você Também Errou"
17. "Amor Novo"
18. "Acelerou"
19. "Raridade" (cover de Anderson Freire)
20. "Dançando Calypso"
21. "Pra Me Conquistar"
22. "Passe de Mágica"
23. "Dudu"
24. "Temporal"
25. "Menina do Requebrado"
26. "Não Teve Amor (Remix)"

O repertório abaixo é constituído do show feito em 27 de outubro de 2017 em Igarassu, não sendo representativo de todos os concertos.
- Ato de abertura

1. "Voando pro Pará"
2. "Pra Te Esquecer"
3. "Chamo por Você"
4. "Fala pra Mim"
5. "Ainda Te Amo"
6. "Ai Coração"
7. "Não Faz Sentido"
8. "Não Não"
9. "Nenê"
10. "Love You Mon Amour"
11. "Esperando por Você"
12. "Imagino"
13. "Você Também Errou"
14. "Não Teve Amor"
15. "Chora Não Coração"
16. "Cúmbia do Amor"
17. "Acelerou"
18. "Tchau pra Você"
19. "Solidão"
20. "Raridade" (cover de Anderson Freire)
21. "Odalisca"
22. "Dudu"
23. "Dançando Calypso"
24. "Pra Me Conquistar"
25. "Passe de Mágica"
26. "Temporal"

## Datas
| Data                    | Cidade                   | País               | Local                                           |                |
| América do Sul          | América do Sul           | América do Sul     | América do Sul                                  | América do Sul |
| ----------------------- | ------------------------ | ------------------ | ----------------------------------------------- | -------------- |
| Primeira fase           |                          |                    |                                                 |                |
| 18 de março de 2016     | Goiânia                  | Brasil             | Tatersal de Elite da Pecuária de Goiânia        |                |
| 19 de março de 2016     | Senador Canedo           | Brasil             | Ranchão Sarapalha                               |                |
| 26 de março de 2016     | Paulo Afonso             | Brasil             | Parque de Exposições Djalma Wanderley           |                |
| 1 de abril de 2016      | Mossoró                  | Brasil             | Colliseum Hall                                  |                |
| 2 de abril de 2016      | Recife                   | Brasil             | Clube Internacional do Recife                   |                |
| 9 de abril de 2016      | Belém                    | Brasil             | Insano Marina Club                              |                |
| 10 de abril de 2016     | Belém                    | Brasil             | Insano Marina Club                              |                |
| 1 de maio de 2016       | Utinga                   | Brasil             |                                                 |                |
| 6 de maio de 2016       | Aracaju                  | Brasil             | Arena de Eventos                                |                |
| 7 de maio de 2016       | Manaus                   | Brasil             | Studio 5 Centro de Convenções                   |                |
| 13 de maio de 2016      | São Paulo                | Brasil             | Centro de Tradições Nordestinas                 |                |
| 25 de maio de 2016      | Rio de Janeiro           | Brasil             | Centro Luiz Gonzaga de Tradições Nordestinas    |                |
| 28 de maio de 2016      | Sítio Novo do Tocantins  | Brasil             | Espaço Cultural Alcides Moreira Neto            |                |
| 4 de junho de 2016      | Recife                   | Brasil             | Praça Sérgio Loreto                             |                |
| 5 de junho de 2016      | Salvador                 | Brasil             | Parque de Exposições Agropecuárias de Salvador  |                |
| 10 de junho de 2016     | Mossoró                  | Brasil             | Estação das Artes Elizeu Ventania               |                |
| 17 de junho de 2016     | São Luís                 | Brasil             | Estacionamento da Batuque Brasil                |                |
| 18 de junho de 2016     | Teresina                 | Brasil             | Kangaço                                         |                |
| 19 de junho de 2016     | Caxias                   | Brasil             | Avenida Alexandre Costa                         |                |
| 21 de junho de 2016     | Petrolina                | Brasil             | Pátio de Eventos Ana das Carrancas              |                |
| 23 de junho de 2016     | Vitória de Santo Antão   | Brasil             | Pátio de Eventos Otoni Rodrigues                |                |
| 24 de junho de 2016     | Aracaju                  | Brasil             | Praça de Eventos Hilton Lopes                   |                |
| 25 de junho de 2016     | Solânea                  | Brasil             | Praça 26 de Novembro                            |                |
| 26 de junho de 2016     | Fortaleza                | Brasil             | Aterro da Praia de Iracema                      |                |
| 30 de junho de 2016     | Feira de Santana         | Brasil             |                                                 |                |
| 2 de julho de 2016      | Jandira                  | Brasil             | Praça de Eventos Elias Barjud                   |                |
| 8 de julho de 2016      | Tanabi                   | Brasil             | Recinto de Exposições José Ribeiro              |                |
| 15 de julho de 2016     | Santa Maria do Suaçuí    | Brasil             | Parque de Exposições Francisco Lima Filho       |                |
| 16 de julho de 2016     | Belo Horizonte           | Brasil             | Bailão Sertanejo                                |                |
| 29 de julho de 2016     | Itaituba                 | Brasil             | Karrapixo Show                                  |                |
| 30 de julho de 2016     | Santarém                 | Brasil             | Clube da Viola                                  |                |
| 31 de julho de 2016     | Alenquer                 | Brasil             | Boteco & Cia.                                   |                |
| 6 de agosto de 2016     | São Lourenço da Mata     | Brasil             | Avenida Miguel Arraes                           |                |
| 7 de agosto de 2016     | Água Branca              | Brasil             | Praça Fernandes Lima                            |                |
| 13 de agosto de 2016    | Recife                   | Brasil             | Clube Internacional do Recife                   |                |
| 13 de agosto de 2016    | Alhandra                 | Brasil             |                                                 |                |
| 27 de agosto de 2016    | Anápolis                 | Brasil             | Terra Brasil                                    |                |
| 28 de agosto de 2016    | Ceilândia                | Brasil             | Estádio Maria de Lourdes Abadia                 |                |
| 6 de setembro de 2016   | Feira de Santana         | Brasil             | Parque de Exposições João Martins da Silva      |                |
| 11 de setembro de 2016  | Parauapebas              | Brasil             | Parque de Exposições Lázaro de Deus Vieira Neto |                |
| 23 de setembro de 2016  | Igarassu                 | Brasil             | Sítio Histórico de Igarassu                     |                |
| 15 de outubro de 2016   | Fortaleza                | Brasil             | Lancelot                                        |                |
| 5 de novembro de 2016   | Recife                   | Brasil             | Parque de Exposições do Cordeiro                |                |
| 9 de novembro de 2016   | São Paulo                | Brasil             | Coração Sertanejo                               |                |
| 3 de dezembro de 2016   | Belo Horizonte           | Brasil             | Music Hall                                      |                |
| 17 de dezembro de 2016  | Natal                    | Brasil             | Vogue Natal                                     |                |
| 23 de dezembro de 2016  | Lagoa de Itaenga         | Praça Maria Aurora |                                                 |                |
| Segunda fase            |                          |                    |                                                 |                |
| 31 de março de 2017     | Brasília                 | Brasil             | Minas Hall                                      |                |
| 8 de abril de 2017      | Fortaleza                | Brasil             | DS Club                                         |                |
| 20 de abril de 2017     | Ipatinga                 | Brasil             | Hum Club                                        |                |
| 21 de abril de 2017     | São Paulo                | Brasil             | Centro de Tradições Nordestinas                 |                |
| 22 de abril de 2017     | São Paulo                | Brasil             | Arena Sertaneja                                 |                |
| 23 de abril de 2017     | São Paulo                | Brasil             | Coração Sertanejo                               |                |
| 6 de maio de 2017       | São Benedito             | Brasil             | Calçadão Espaço do Povo                         |                |
| 13 de maio de 2017      | Santo André              | Brasil             | Viva Brasil Show                                |                |
| 20 de maio de 2017      | Campinas                 | Brasil             | Chão Brasil                                     |                |
| 26 de maio de 2017      | São Paulo                | Brasil             | Novo Guarapirão Dance                           |                |
| 27 de maio de 2017      | São Vicente              | Brasil             | Titanium Music Hall                             |                |
| 3 de junho de 2017      | Campina Grande           | Brasil             | Parque do Povo                                  |                |
| 9 de junho de 2017      | São Luís                 | Brasil             | Tom Music                                       |                |
| 10 de junho de 2017     | Belém                    | Brasil             | Sede Campestre do Grêmio Português              |                |
| 11 de junho de 2017     | Cametá                   | Brasil             | Estação Tucumã                                  |                |
| 13 de junho de 2017     | Baião                    | Brasil             | Complexo Boka Livre                             |                |
| 14 de junho de 2017     | Manaus                   | Brasil             | Estacionamento do Shopping Manaus ViaNorte      |                |
| 16 de junho de 2017     | Barcarena                | Brasil             | Cabana Clube                                    |                |
| 17 de junho de 2017     | Muaná                    | Brasil             | Camaródromo                                     |                |
| 18 de junho de 2017     | Tucuruí                  | Brasil             | Sede do ARA                                     |                |
| 22 de junho de 2017     | Feira de Santana         | Brasil             |                                                 |                |
| 23 de junho de 2017     | Lagarto                  | Brasil             | Parque de Exposições Paulo Nicolau de Almeida   |                |
| 24 de junho de 2017     | Barrocas                 | Brasil             | Praça São João                                  |                |
| 30 de junho de 2017     | Nossa Senhora do Socorro | Brasil             | Arena de Eventos                                |                |
| 5 de julho de 2017      | Viseu                    | Brasil             | Praça Adriano Gonçalves                         |                |
| 6 de julho de 2017      | Primavera                | Brasil             | Praça de Eventos                                |                |
| 7 de julho de 2017      | Bragança                 | Brasil             | Aeroporto Municipal Juscelino Kubitschek        |                |
| 8 de julho de 2017      | Passira                  | Brasil             | Campo do Palmeiras                              |                |
| 14 de julho de 2017     | Lauro de Freitas         | Brasil             | Armazém Hall                                    |                |
| 22 de julho de 2017     | Belém                    | Brasil             | Sede Social do Parazinho Esporte Clube          |                |
| 23 de julho de 2017     | Serra do Navio           | Brasil             | Praça Cívica                                    |                |
| 28 de julho de 2017     | São Francisco do Pará    | Brasil             | Praça da Matriz                                 |                |
| 29 de julho de 2017     | Castelo do Piauí         | Brasil             | Praça Aluísio Lima                              |                |
| África                  |                          |                    |                                                 |                |
| 11 de agosto de 2017    | São Vicente              | Cabo Verde         | Baía das Gatas                                  |                |
| Europa                  |                          |                    |                                                 |                |
| 12 de agosto de 2017    | Lisboa                   | Portugal           | Bolero Club                                     |                |
| América do Sul          |                          |                    |                                                 |                |
| 19 de agosto de 2017    | Fortaleza                | Brasil             | DS Club                                         |                |
| 25 de agosto de 2017    | São Paulo                | Brasil             | Novo Guarapirão Dance                           |                |
| 26 de agosto de 2017    | Taboão da Serra          | Brasil             | Canecão                                         |                |
| 26 de agosto de 2017    | São Paulo                | Brasil             | Tropical Butantã                                |                |
| 5 de setembro de 2017   | Frecheirinha             | Brasil             |                                                 |                |
| 8 de setembro de 2017   | Manaus                   | Brasil             | Copacabana Chopperia                            |                |
| 9 de setembro de 2017   | Careiro                  | Brasil             | Parque Castanheiras                             |                |
| 10 de setembro de 2017  | Altamira                 | Brasil             | Parque de Exposições Antonio Inácio de Lucena   |                |
| Terceira fase           |                          |                    |                                                 |                |
| 7 de outubro de 2017    | Parnamirim               | Brasil             | Parque de Exposições Aristófanes Fernandes      |                |
| 13 de outubro de 2017   | Trairi                   | Brasil             | Tomezão Club                                    |                |
| 14 de outubro de 2017   | Bom Jesus                | Brasil             | Avenida Josué Parente                           |                |
| 27 de outubro de 2017   | Igarassu                 | Brasil             | Área de Lazer de Cruz de Rebouças               |                |
| 28 de outubro de 2017   | Silves                   | Brasil             | Estádio Delson Grana Pinto                      |                |
| 10 de novembro de 2017  | Bacabeira                | Brasil             | Praça José da Silva Calvet                      |                |
| 17 de novembro de 2017  | Rorainópolis             | Brasil             |                                                 |                |
| 24 de novembro de 2017  | Belo Horizonte           | Brasil             | Bailão Sertanejo                                |                |
| 25 de novembro de 2017  | Santo André              | Brasil             | Viva Brasil Show                                |                |
| 25 de novembro de 2017  | São Paulo                | Brasil             | Tropical Butantã                                |                |
| 1 de dezembro de 2017   | Rio Branco               | Brasil             | Maison Borges Eventos                           |                |
| 2 de dezembro de 2017   | Porto Velho              | Brasil             | Parque da Cidade                                |                |
| 3 de dezembro de 2017   | Humaitá                  | Brasil             | Clube do Laço                                   |                |
| 8 de dezembro de 2017   | Abaetetuba               | Brasil             | Arena Sport Show                                |                |
| 9 de dezembro de 2017   | Paragominas              | Brasil             | Parque de Exposições Almícar Tocantins          |                |
| 10 de dezembro de 2017  | Santana                  | Brasil             | V11 Gold Lounge Bar                             |                |
| 16 de dezembro de 2017  | Goiânia                  | Brasil             | Villa Mix                                       |                |
| 17 de dezembro de 2017  | Taguatinga               | Brasil             | Taguaparque                                     |                |
| 23 de dezembro de 2017  | Vitória de Santo Antão   | Brasil             | Haras Bela Vista                                |                |
| 31 de dezembro de 2017  | Brasília                 | Brasil             | Esplanada dos Ministérios                       |                |
| 12 de janeiro de 2018   | Tejuçuoca                | Brasil             | Parque de Exposições Joaozão                    |                |
| 27 de janeiro de 2018   | Belém                    | Brasil             | Insano Marina Club                              |                |
| 28 de janeiro de 2018   | Camocim de São Félix     | Brasil             | Avenida João Bezerra                            |                |
| 2 de fevereiro de 2018  | Ingá                     | Brasil             | Tropical Park                                   |                |
| 3 de fevereiro de 2018  | Sousa                    | Brasil             | Riachão Campestre Clube de Sousa                |                |
| 4 de fevereiro de 2018  | José de Freitas          | Brasil             | Praça Pedro Freitas                             |                |
| 20 de fevereiro de 2018 | Lagoa da Confusão        | Brasil             | Orla da Lagoa                                   |                |

### Showscancelados
| Data                   | Cidade         | País           | Local                              | Motivo                                             |
| América do Sul         | América do Sul | América do Sul | América do Sul                     | América do Sul                                     |
| ---------------------- | -------------- | -------------- | ---------------------------------- | -------------------------------------------------- |
| 12 de março de 2016    | Brumadinho     | Brasil         | Parque de Exposições de Brumadinho | Falta de segurança                                 |
| 21 de maio de 2016     | Ituiutaba      | Brasil         | Atrium Locações                    | Descumprimento contratual por parte do contratante |
| 31 de dezembro de 2016 | Macapá         | Brasil         | Estádio Milton de Souza Corrêa     | Descumprimento contratual por parte do contratante |
| 1 de abril de 2017     | Goiânia        | Brasil         | Jaó Music Hall                     | Força maior                                        |
| 15 de julho de 2017    | Itabuna        | Brasil         | Terceira Via Hall                  | Fortes chuvas na região                            |
| 11 de outubro de 2017  | Maceió         | Brasil         | Shopping Pátio Maceió              | Desconhecido                                       |

## Prêmios e indicações
| Ano  | Prêmio                                | Categoria   | Resultado | Ref.          |
| ---- | ------------------------------------- | ----------- | --------- | ------------- |
| 2016 | Prêmio Multishow de Música Brasileira | Melhor Show | Indicada  | [ 18 ]        |
| 2017 | Prêmio Multishow de Música Brasileira | Melhor Show | Venceu    | [ 19 ] [ 20 ] |